# A magyar nemzet története (Szilágyi)

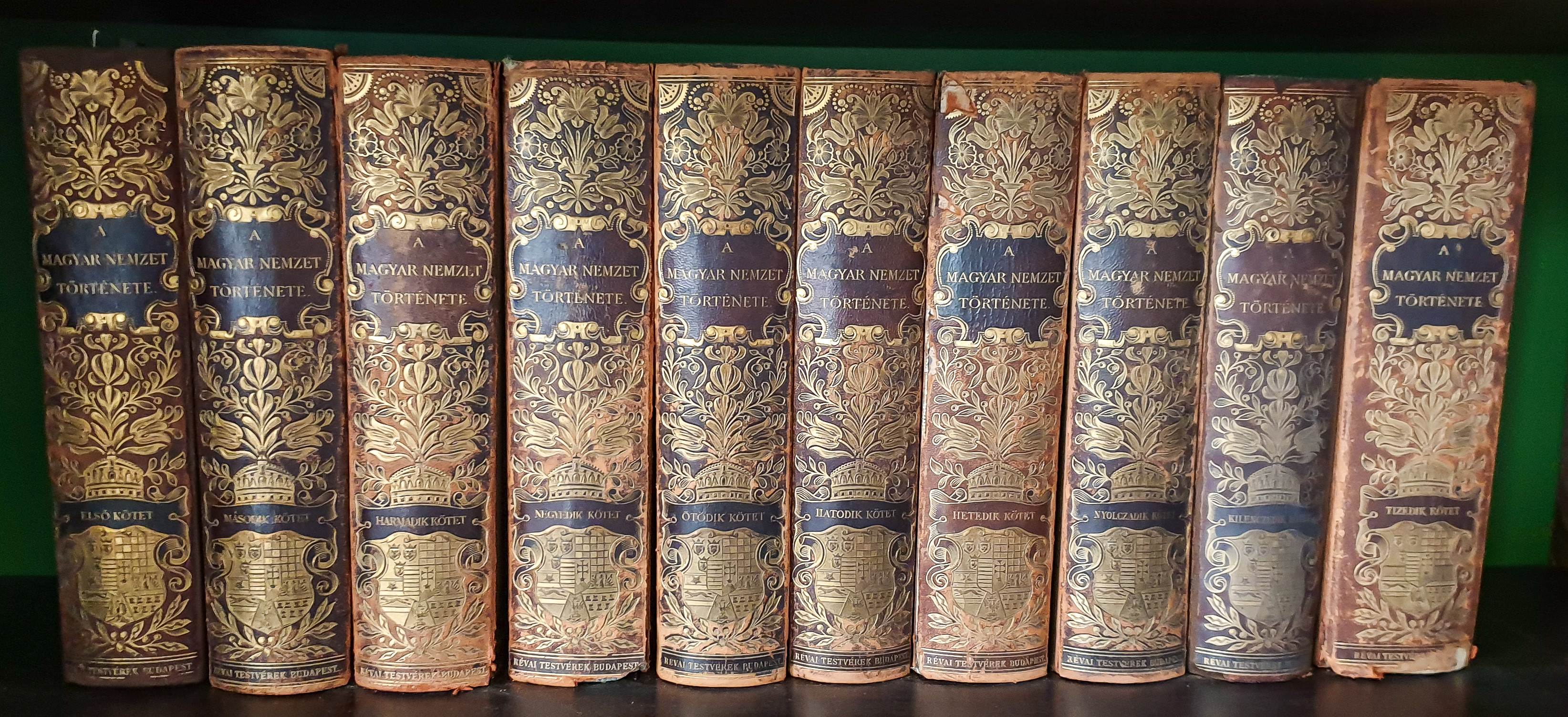
A tíz kötet

A magyar nemzet története, korabeli közkeletű nevén Millenniumi  történelem 10 kötetes történelmi mű, melynek főszerkesztője Szilágyi Sándor történész. 1894 és 1898 között jelent meg Budapesten az Athenaeum Irodalmi és Nyomdai Rt. gondozásában. A mű egyike az Osztrák–Magyar Monarchia alatt megjelent nagy terjedelmű, összefoglaló tudományos–ismeretterjesztő alkotásoknak.

## Jellemzői
Szilágyi Sándor a Millenniumi történelem szerkesztésével megvalósította azt az óhajtást, hogy a magyarság a nemzet ezeréves fennállásának ünnepére a kor tudományos színvonalához mért históriai műhöz jusson. Őmaga nem írt a tízkötetes díszes vállalkozásba, munkatársait is kénytelen volt az idő rövidsége miatt gyors munkára szorítani, de a sorozat általában véve sikerült, még pedig nem népszerűsítő alapon, mint a Beöthy—Badics-féle képes irodalomtörténet, hanem a tudományos módszeresség szemmel tartásával. Egyöntetűségről ebben a sorozatban sem lehetett szó, a stílus nehézkessége több szerzőnél fölötte szembetűnt, számos kitűnő nevű történetíró nem vett részt a közös munkában, de a terv megvalósítása sikerült és ez nem csekély mértékben Szilágyi Sándor érdeme volt. A közvélemény szemére vetette, hogy jórészt zsidó szerzőkkel íratta meg a magyar nemzet történetét, ez azonban nem az ő célzatossága volt, mert protestáns tudósokat szívesebben támogatott volna; de a keresztény történetírók annyira féltek a nehéz feladat elvállalásától, hogy a szerkesztőnek örülnie kellett, ha a tekintélyesebb tudósok közül bárkit is rábírhatott a pontos határidőt kívánó munka elvállalására. A kesernyés kritikában fürgébbek voltak történettudósaink, ez azonban könnyebb vége a dolognak, és nem volt méltányos eljárás a nagy teljesítménnyel szemben. A munkatársak közül Acsády Ignác, Angyal Dávid, Fraknói Vilmos és Márki Sándor a tudományosságot folyékony előadással egyesítették; Marczali Henrik pedig szakjának olyan tudósa volt, hogy a budapesti egyetemen már pályája kezdetén reá bízták a magyar történelem tanítását. A nagyközönség mindenesetre inkább a képekben és műmellékletekben gyönyörködött, a szöveg szakszerű tanulmányozása a tudományos érdeklődőkre hárult.(Pintér VII. kötet, 271–273. o.)
A VIII. kötet (Magyarország története a szatmári békétől a bécsi congressusig) külön is megjelent reprint kiadásban. Marczali Henrik: Mária Terézia és kora címmel.(pl. Terra Maecenas, 1987, Laude kiadó, /év nélkül/ )
A mű elektronikus kiadását a Magyar Elektronikus Könyvtár részére az Arcanum Adatbázis Kft. készítette.

## Szerzőtársak
- Acsády Ignác,
- Angyal Dávid,
- Ballagi Géza,
- Beksics Gusztáv,
- Dézsi Lajos,
- Fraknói Vilmos,
- Fröhlich Róbert,
- Kuzsinszky Bálint,
- Marczali Henrik,
- Márki Sándor,
- Nagy Géza,
- Pór Antal és
- Schönherr Gyula.

A bevezetőt Vaszary Kolos, az utószót Jókai Mór írta.

## Kötetbeosztás
| Kötetszám   | Kötetcím                                                       | Felölelt időszak | Részei, terjedelem                             | Szerző                                                         | Kötetbeosztás elérése†             |
| ----------- | -------------------------------------------------------------- | ---------------- | ---------------------------------------------- | -------------------------------------------------------------- | ---------------------------------- |
| I. kötet    | Magyarország a királyság megalapitásáig                        | kezdetek – 1038  | Bevezetés, 1–3. és 1–5. könyv, 687 o.          | Fröhlich Róbert, Kuzsinszky Bálint, Nagy Géza, Marczali Henrik | I. kötet, 1–3. könyv, 1–5. könyv   |
| II. kötet   | Magyarország története az Árpádok korában                      | 1038 – 1301      | 1–6. könyv, 706 o.                             | Marczali Henrik                                                | 1–6. könyv                         |
| III. kötet  | Az Anjouk kora, az Anjou ház és örökösei                       | 1301 – 1439      | 1–5. és 1–3. könyv, 667 o.                     | Pór Antal, Schönherr Gyula                                     | III. kötet, 1–5. könyv, 1–3. könyv |
| IV. kötet   | A Hunyadiak és a Jagellók kora                                 | 1440 – 1526      | 1–5. könyv, 694 o.                             | Fraknói Vilmos                                                 | 1–5. könyv                         |
| V. kötet    | Magyarország három részre oszlásának története                 | 1526 – 1608      | 1–6. könyv, 680 o.                             | Acsády Ignác                                                   | 1–6. könyv                         |
| VI. kötet   | Magyarország története II. Mátyástól III. Ferdinánd haláláig   | 1608 – 1657      | 1–4. könyv, 600 o.                             | Angyal Dávid                                                   | 1–4. könyv                         |
| VII. kötet  | Magyarország története I. Lipót és I. József korában           | 1657 – 1711      | 1–6. könyv, 715 o.                             | Acsády Ignác                                                   | 1–6. könyv                         |
| VIII. kötet | Magyarország története a szatmári békétől a bécsi congressusig | 1711 – 1815      | 1–5. könyv, 628 o.                             | Marczali Henrik                                                | 1–5. könyv                         |
| IX. kötet   | A nemzeti államalkotás kora                                    | 1815 – 1847      | 1–5. könyv, 720 o.                             | Ballagi Géza                                                   | 1–5. könyv                         |
| X. kötet    | A modern Magyarország                                          | 1848 – 1896      | 1–3. és 1–3. könyv, Utószó (Jókai Mór), 865 o. | Márki Sándor, Beksics Gusztáv                                  | X. kötet, 1–3. könyv, 1–3. könyv   |

Megjegyzés† A MEK-en a kötetbeosztások tartalomjegyzékében magát a tartalmat (a kisbetűs fejezetek szövegét) jobb egérgombbal lehet elérni (pl. „link megnyitása új ablakban”). Vagy a kötetbeosztás navigációs főoldaláról a baloldali tartalomban fastruktúra-szerűen lehet lefelé/fölfelé lépkedni (oldal irányban nem, vagyis pl. az I. fejezet után a II.-hoz előbb felfelé majd újra lefelé lépve lehet eljutni, de bárhonnan vissza lehet ugrani a főoldalra). Lásd még PDF formátumban letölthető köteteket a forrásoknál.